# West Dean, West Sussex
West Dean är en ort och civil parish i Storbritannien.   Den ligger i grevskapet West Sussex och riksdelen England, i den södra delen av landet, 80 km sydväst om huvudstaden London. West Dean ligger 52 meter över havet och antalet invånare är 425.
Terrängen runt West Dean är platt åt sydväst, men åt nordost är den kuperad. Runt West Dean är det ganska tätbefolkat, med 134 invånare per kvadratkilometer. Närmaste större samhälle är Bognor Regis, 15,4 km sydost om West Dean. Trakten runt West Dean består till största delen av jordbruksmark.